# Зулькарнаев, Батергарай Салимович
Батергарай Салимович Зулькарнаев (10 сентября 1949 г. деревня Худайбердино, Юмагузинский район, Башкирская АССР) — советский командир-подводник, Контр-адмирал. С 1966 по 2005 года служил в ВМФ. Профессор РГСУ. Ветеран подразделений особого риска РФ. Инспектор военного комиссариата города Москвы. Член Центрального Совета государственно-общественной организации Комитета ветеранов подразделений особого риска Российской Федерации. Действительный член Академии военных наук РФ. Состоит в Региональной общественной организации адмиралов и генералов ВМФ «Клуб адмиралов» в Москве.

## Биография
Отец Зулькарнаев Салим Шириазетдинович 1911 — горнодобытчик, мать Зулькарнаева (Сафуганова) 1926 — доярка.

### Образование
- Кармаскалинская восьмилетняя школа, Стерлитамакский район.
- Средняя школа № 4, город Стерлитамак.
- Штурманский факультет, Каспийское высшее военно-морское Краснознамённое училище имени С. М. Кирова (1966—1971 гг.).
- Высшие специальные офицерские классы ВМФ (1977—1978 гг.).
- Военно-морская академия (1983 гг.).
- Высшие курсы ВАГШ ВС РФ (1998 гг.).

### Служба на флоте
Зулькарнаев поступил на штурманский факультет Каспийского ВВМУ им. С. М. Кирова и с августа 1966 года в составе ВМФ. По результатам стажировки на флоте направлен служить в 11 дивизию 1-й флотилии подводных лодок Северного флота. Назначен на должность командира электронавигационной группы БЧ-1 атомной ракетной подводной лодки К-429 проекта 670, впоследствии — командир БЧ-1 однотипной К-25. В составе экипажа участвовал в ликвидации радиационной аварии на подводной лодке. Помощником командира пларк «К-25» допущен к самостоятельному управлению подводной лодкой. С октября 1977 по июнь 1978 года является слушателем на факультете командиров подводных лодок Высшие специальные офицерские классы ВМФ. По собственным воспоминаниям, после академии должен был быть назначен в экипаж ПЛАРК проекта 949, но по ходатайству командира ПЛ К-452 проекта 670М назначен на неё на должность старшего помощника, совершил три боевые службы — на Кубу, в Гренландское море и Северную Атлантику.
В 1981 году в звании капитана 3-го ранга назначен командиром К-452, совершил 2 боевые службы в Средиземное море. В 1982 году, в период израильско-ливанского конфликта, где были сосредоточены основные силы 6-го флота США и другие морские силы НАТО, более 14 суток осуществлял непрерывное слежение за назначенной АУГ в условиях активного противодействия. На завершающей фазе учений сил Варшавского договора, Средиземноморской эскадры, дальней ракетоносной авиации и других сил в сложнейшей ситуации обеспечил достоверными данными ударные силы. Тем самым общие цели оперативно-стратегических учений были достигнуты, боевой поход получил оценку «отлично», а подводная лодка объявлена лучшей в соединении. Командир награждён орденом Красная Звезда. Подводная лодка завоевала приз ГК ВМФ за слежение за условным противником и применение ракетного оружия.
Вторая боевая служба подводной лодки в 1983 году также получила оценку «отлично». Подводной лодкой, в результате расчетливых и инициативных действий командира и экипажа в сложных географических и погодных условиях, обнаружены важнейшие объекты, представляющие основную угрозу стране, которые на длительный срок были потеряны другими силами в театре. Расчётное место нахождения основных сил вероятного противника оказались теоретически обоснованными, что позволило уверенно обнаружить его бортовыми средствами подводной лодки. За инициативные и умелые действия представлен к награждению орденом Красной Звезды. Вручен подарочный морской бинокль от Главнокомандующего ВМФ. Направлен на учёбу в Военно-морскую академию.
Всего совершил 7 боевых служб в различных районах Мирового океана.
В кабинете торпедной атаки на двух тренажерах действуют два корабельных экипажа — идет дуэльный бой. Оба командира находятся в равных условиях, а итог тренировки складывается в пользу корабельного боевого расчета (КБР), который возглавляет капитан 2 ранга Б. Зулькарнаев. И уже сейчас, опережая их будущую дуэль в море, можно сказать, что у Зулькарнаева на победу шансов гораздо больше. Вся суть в том, что если для одного командира отработанные схемы ведения боя — модели, которые он легко приспосабливает к конкретной обстановке в зависимости от ее динамики, то другой эти схемы трансформирует с большим трудом, испытывает тягу к тому, чтобы использовать их в заученном виде, превращая их в шаблон.Контр-адмирал Е. ТОМКО, Герой советского Союза

### Научная работа
С 1983 по 1985 года является слушателем ВМА им. А. А. Гречко, адъюнкт (1985) кафедры Тактики подводных лодок ВМА. С 1988 года преподаватель, старший преподаватель, профессор Военно-морской академии им. Н. Г. Кузнецова. В 1996 году присуждается звание Доктора военных наук, а в 1997 — профессора. Защитил диссертацию на соискание ученой степени доктора военных наук, посвященную разработке и внедрению технических средств, тактических приемов, направленных на повышение боевой устойчивости перспективных подводных лодок в условиях ограниченных возможностей сил и средств Военно-морского флота в период кардинального сокращения.
Автор и соавтор более 90 научных, учебно-методических работ и трудов, посвященных разработке более 30 изобретений. Приказом Главнокомандующего ВМФ от 30 мая 1991 г. № 124 объявлен лучшим изобретателем ВМФ. Параллельно инициативно проводил глубокие исследования деятельности адмиралов С. О. Макарова, А. В. Колчака, Г. И. Невельского и др., посвященных географическим открытиям. В 2007 г. принят в члены Русского Географического общества.
Действительный член Академии военных наук. Член диссертационных советов Военно-морской академии, АВН, Пограничной академии, Академии гражданской защиты МЧС (1999—2015).

### Политическая деятельность
С 1990 по 1993 года Депутат Приморского районного совета города Ленинграда. С 1997 по 1998 года занимает должность референта аппарата Совета обороны РФ. С 1998 по 2003 служит военным инспектором Российской Федерации аппарата Совета Безопасности России. В аппарате Совета Безопасности РФ неоднократно выполнял задачи в Чеченской Республике, Северной Осетии-Алании, Дагестане, а также в районах Заполярья, Калининградской области и на Камчатке. Удостоен нагрудного знака отличия «За службу на Кавказе».
Зулькарнаев Б. С. внес существенный вклад в решение проблемы уничтожения запасов химического оружия в РФ в соответствии с международным договором. Неоднократно работал во всех 7 арсеналах хранения химического оружия. Награждён ведомственными наградами Федерального управления по безопасному хранению и уничтожению химического оружия.
Инспектировал обеспечение безопасности опасных объектов в РФ и на территории других стран (Казахстан, Белоруссия, Молдова, Приднестровье). Выполнял задачи по контролю деятельности и повышению боевой готовности Вооруженных сил РФ, воинских формирований и органов. Участвовал практически во всех инспекциях и проверках, проводимых по поручению Президента РФ. Является участником разработки «Концепция национальной безопасности Российской Федерации», «Концепция охраны государственной границы Российской Федерации, внутренних морских вод, территориального моря, континентального шельфа, исключительной экономической зоны Российской Федерации» по вопросам государственного и военного строительства.
В 2003 г. назначен заместителем генерального директора ФГУП «Росморпорт» Минтранса России (прикомандирован из Минобороны России). С февраля 2005 г. в запасе. С 2006 г. зам. директора ФГУП (с января 2008 г. ОАО) «Атомспецтранс» ГК Росатом. (2013—2017) исполнительный директор, административный директор, советник АО Русатом Оверсиз ГК Росатом.
В 2019 году награждён Министром обороны России медалью «За морские заслуги в Арктике». Член Центрального Совета государственно-общественной организации Комитет ветеранов подразделений особого риска Российской Федерации.

### Общественная работа
Зулькарнаев Б. С. состоит в Региональной общественной организации адмиралов и генералов ВМФ «Клуб адмиралов» в Москве. Является активным участником Союза генералов и адмиралов Республики Башкортостан, Морского собрания Башкирии, а также член Совета ветеранов Останкинского военного комиссариата. По приглашению Аксаковского фонда неоднократно участвовал в проведении Аксаковского праздника в Республике Башкортостан, посвящении в студенты курсантов Уфимского филиала командного речного училища. Батергарай Салимович проводит уроки Мужества в родной школе № 4 г. Стерлитамака (ныне Кадетский корпус Пограничных войск ФСБ России).

### Семья
- Жена — Людмила Юрьевна, филолог. Экскурсовод, научный сотрудник Государственного музея-памятника Исаакиевский собор, Москва — экскурсовод, научный сотрудник музея Истории города — Храм Христа Спасителя и музей А. С. Пушкина. Преподаватель русского языка и культуры речи. Автор учебного пособия. Ветеран труда.
- Сын Андрей — полковник запаса. С отличием окончил ВВМУРЭ им. А. С. Попова (офицер-математик), с золотой медалью Военный университет (юрист) и Историко-архивный институт РГГУ. В настоящее время — заместитель начальника управления Федерального архивного агентства.
- Сын Алексей — врач-хирург, ведущий научный сотрудник ГБУЗ МОНИКИ имени М. Ф. Владимирского. Доктор медицинских наук, доцент. Грант Президента Российской Федерации (2018), Премия Губернатора Московской области (2015); доклады отмечены среди лучших в Европейской ассоциации нефрологов (2014, 2016—2022 гг.).

## Награды и отличия
- Орден Красная Звезда.
- Нагрудный знак отличия «За службу на Кавказе».
- Орден Мужества.
- Медаль «За морские заслуги в Арктике».
- Ведомственные награды Совета Безопасности Российской Федерации, МЧС России, ПС ФСБ России, Железнодорожных войск Минобороны России, Федерального управления по безопасному хранению и уничтожению химического оружия.